# Три крајпуташа у Трудељу
Три крајпуташа у Трудељу (Општина Горњи Милановац) подигнути су мештанима који су погинули у Српско-турским ратовима (1876—1878). Налазе се крај зграде бивше сеоске задруге у Трудељу.

## Опис
Крајпуташи су у облику једноставних масивних стубова од црвенкасто-сивог камена. Приближних су димензија и сличне обраде. Предње стране споменика окренуте су ка згради. Епитафи се тешко читају. На полеђинама споменика нема никавих уреза, док су бочне стране украшене.

### Споменик Вукашину Марковићу
Димензије стуба износе 116х36х21 cm. На лицу споменика приказан је једноставан умножени крст, испод кога је текст. На бочним странама види се сличан крстолики мотив. У урезима су сачувани трагови ружичасте боје. Натпис гласи:
ОВАИ СПОМ
ЕН ПОДИЖЕ
ЖИВАН МА
РКОВИЋ ОЦУ
ВУКАШИНУ
ЖИВИ 37 Г.
УМРЕ У НИШУ
У... (даље нечитко)

### Споменик Радовану Ломовићу
Димензије износе 125х40х23 cm. На бочним странама урезане су пушка и флорални орнамент, а на предњој страни окренутој ка згради приказан једноставан крст димензија 27х27 cm. Испод је тешко читљив натпис исклесан у 9 редова:
СПОМЕН ДРАГОМ
РАДОВАНУ + ЛОМОВИЋ
Ж + НА... ЖИВ+45 ГОД
УМРЕ...ЖИВОЈИН.

### Споменик Јевресовићу
Димензије стуба износе 102х38х21 cm. На лицу споменика приказан је умножени крст, испод кога је натпис. На бочним странама уклесана је флорална орнаментика. Текст гласи:
ОВАИ ЗНАК ПОДИЖЕ
СВЕТОЛИК ЈЕВРЕСОВИЋ
СВОМЕ ОЦУ
КОИ МУ ПОЖИВИО 44Г
А УМРЕ У РАТУ 1876Г
ИЗ ТРУДЕЉА.